# Classe Wyoming
La classe Wyoming fu una classe di navi da battaglia della United States Navy, composta da due unità entrate in servizio nel 1912. Quarta classe di unità tipo dreadnought realizzata dagli Stati Uniti d'America, le Wyoming erano tuttavia solo una modesta versione migliorata delle precedenti unità classe Florida; furono le ultime corazzate della US Navy ad essere armate con cannoni principali da 305 mm, calibro poi abbandonato dalla Marina statunitense.
Assegnate all'Atlantic Fleet, la Wyoming e la sua gemella Arkansas videro solo un ridotto impiego nel corso della prima guerra mondiale, quando furono schierate in forza alla Grand Fleet britannica per operare nel teatro bellico del Mare del Nord ma senza far registrare scontri di sorta con le forze dell'Impero tedesco. Le due unità furono leggermente modernizzate nel corso degli anni 1920, ma con l'entrata in vigore del trattato navale di Londra del 1930 la Wyoming fu ritirata dal servizio di prima linea e declassata a nave scuola per artiglieri; radiata dal servizio nel settembre 1947, fu avviata alla demolizione nell'ottobre dello stesso anno.
Benché ormai obsoleta, l'Arkansas vide un certo impiego bellico nel corso della seconda guerra mondiale: impiegata come scorta per i convogli diretti in Nordafrica, la nave partecipò a vari bombardamenti costieri in appoggio di operazioni anfibie, in particolare nel corso dello sbarco in Normandia, dell'operazione Dragoon, della battaglia di Iwo Jima e della battaglia di Okinawa. Radiata dal servizio subito dopo la fine della guerra, la nave fu impiegata come bersaglio per i test nucleari dell'operazione Crossroads, finendo con l'affondare nella laguna dell'Atollo di Bikini il 25 luglio 1946.

## Il progetto

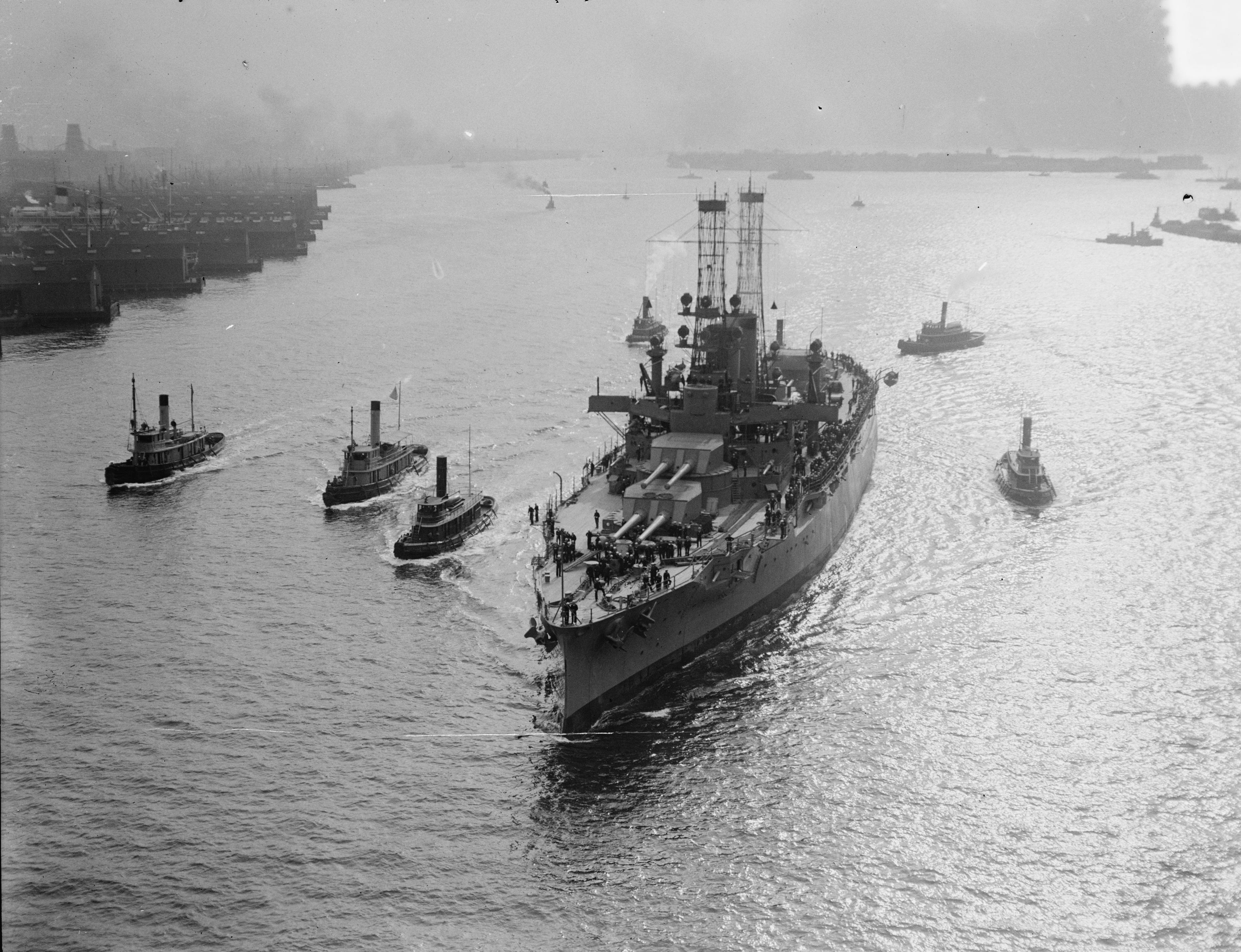
La Wyoming in navigazione nella rada di New York

Il 22 luglio 1098 si tenne a Newport una conferenza tra il General Board della US Navy (il massimo organo di consulenza tecnica della Marina), lo stato maggiore del Naval War College, altri alti ufficiali della forza armata e lo stesso presidente statunitense Theodore Roosevelt, il quale nel corso del suo mandato si era dimostrato molto attento alle esigenze della Marina. La conferenza discusse una serie di questioni relative alle navi da battaglia all'epoca esistenti e alle nuove progettazioni elaborate nel campo di questa categoria di unità; il primo dei nuovi progetti di navi da battaglia esaminati dalla conferenza fu quello delle future unità classe Wyoming. Il Board on Construction, l'ente tecnico incaricato della progettazione delle unità da guerra statunitensi, ricevette una serie di istruzioni generali elaborate dagli alti ufficiali nel corso della conferenza di Newport; tra queste, in particolare, vi era quella della scelta di armare le nuove unità con cannoni calibro 356 mm, vista la recente decisione della Royal Navy britannica di riarmare le sue unità da battaglia dotate di pezzi da 305 mm con nuovi pezzi da 343 mm.
Il Bureau of Ordnance (l'ente responsabile dell'approvvigionamento delle artiglierie della US Navy) fece tuttavia presente che la progettazione, realizzazione e sperimentazione di un simile nuovo pezzo di artiglieria avrebbero richiesto non meno di due anni per essere portate a termine; ciò nonostante, il 26 agosto il Segretario alla Marina degli Stati Uniti d'America Victor Metcalf formalizzò la richiesta per la costruzione di otto navi da battaglia armate con dieci pezzi da 356 mm, capaci di una velocità di almeno 20 nodi e dotate della maggiore corazzatura possibile.

L'Arkansas in una foto del 1917

Il Bureau of Construction and Repair elaborò tre progetti di navi da battaglia sulla base delle specifiche formulate da Metcalf, tutti basati sulle linee generali delle due unità classe Florida messe in cantiere nel marzo 1909: il primo progetto, designato come "404", era per una nave da battaglia dotata di otto cannoni da 356 mm; il secondo, progetto "502", era identico al primo ma con una torre d'artiglieria in più, per un totale di dieci pezzi da 356 mm; il terzo, progetto "601", presentava infine una nave dotata di dodici pezzi da 305 mm. Il Bureau of Ordnance fece presente che, alla distanza di ingaggio di 7.300 - 7.800 metri ritenuta comune nelle battaglie dell'epoca, il cannone da 305 mm avrebbe potuto penetrare qualsiasi corazzatura esistente, e che quindi il pezzo da 356 mm non era necessario; il General Board scelse quindi il progetto "601", anche in ragione del fatto che la progettazione del cannone da 356 mm non era ancora iniziata e che attenderne la conclusione avrebbe fatto ritardare troppo la costruzione delle nuove unità. In aggiunta, l'adozione del pezzo da 356 mm avrebbe comportato un notevole incremento del dislocamento delle nuove unità, per le quali di conseguenza sarebbero serviti cantieri navali e bacini di carenaggio di maggiori dimensioni; le navi progetto "502", ad esempio, stante le attuali strutture a disposizione della US Navy all'epoca avrebbero potuto attraccare solo nelle basi di Pearl Harbor e Puget Sound.

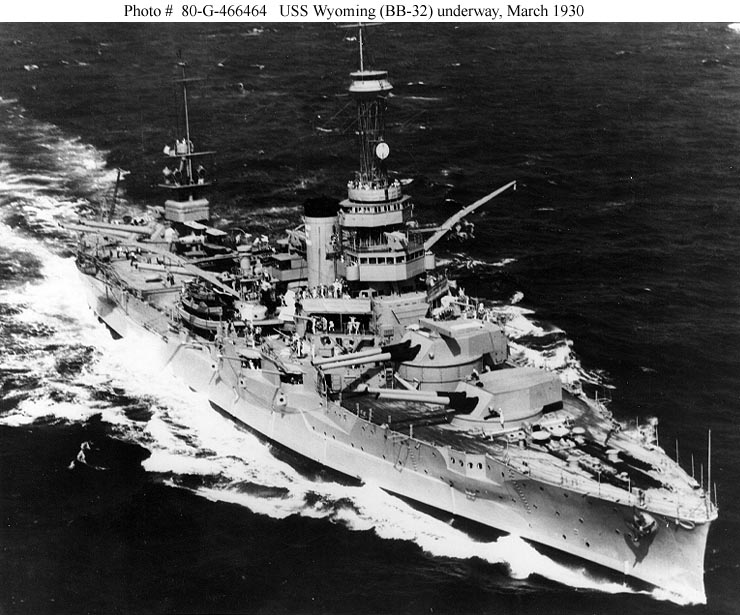
La Wyoming in navigazione nel 1930 con tutte le torri di artiglieria brandeggiate verso dritta

La collocazione della batteria di artiglieria secondaria era un altro problema: la crociera mondiale della "Great White Fleet" tra il 1907 e il 1909 aveva messo in luce i problemi della collocazione dei pezzi secondari in casamatte poste lungo il bordo dello scafo, facilmente allagabili dalle onde anche solo in condizioni di mare moderatamente agitato. Vari ufficiali, nel corso della conferenza di Newport, avevano invocato la collocazione dei pezzi secondari in sovrastrutture poste sopra il ponte principale, ma così facendo il peso dei cannoni da 127 mm in uso alla Marina avrebbe comportato un inaccettabile aumento del peso in alto delle navi, con conseguenti problemi di stabilità; l'alternativa di collocare i pezzi nel castello di prua, più alto rispetto al resto dello scafo, si rivelò parimenti irrealizzabile, visto che il peso aggiuntivo a prua avrebbe messo a dura prova la struttura della nave nel punto in cui il castello si collegava al ponte principale. I progettisti alla fine optarono per la realizzazione di un castello di prua esteso per tutta la lunghezza dello scafo, che avrebbe permesso di spostare le casematte dei pezzi secondari di circa 1,2 metri più in alto nello scafo.
I progettisti incrementarono anche l'ammontare della corazzatura rispetto ai primi progetti, in particolare per quanto riguardava lo spessore della cintura corazzata e delle barbette; fu adottato anche un nuovo schema di protezione dei fumaioli, visto che l'esperienza delle navi russe nella battaglia di Tsushima di tre anni prima aveva messo in luce il pericolo per una nave di ritrovarsi con il sistema di evacuazione dei fumi distrutto dal tiro nemico. I progettisti enfatizzarono inoltre la necessità di una maggiore protezione dello scafo sotto la linea di galleggiamento; come risultato le future Wyoming incorporarono nello scafo una paratia anti-siluro, una miglioria adottata per la prima volta in una nave da battaglia statunitense. Il Congresso degli Stati Uniti approvò quindi il 3 marzo 1909 la costruzione di due nuovi navi da battaglia, designate con lo hull classification symbol BB-32 e BB-33, secondo il nuovo progetto

## Caratteristiche

### Scafo e propulsione

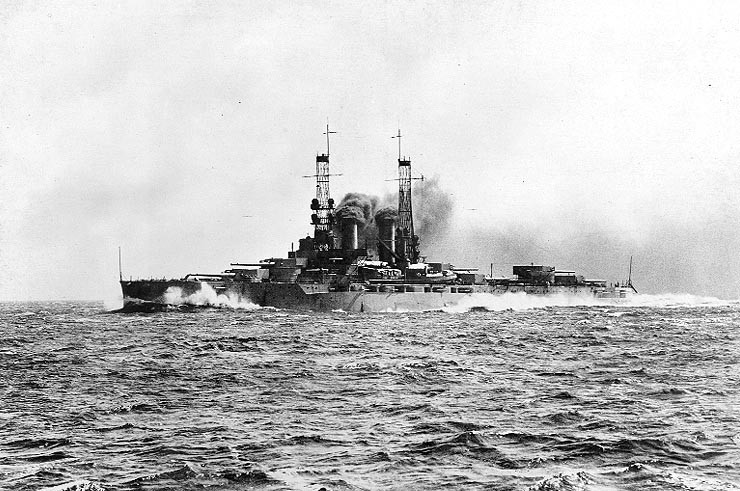
La Wyoming durante una manovra ad alta velocità

Lo scafo delle Wyoming presentava una lunghezza alla linea di galleggiamento di 169 metri e una lunghezza fuori tutto di 171 metri, una larghezza di 28,42 metri e un pescaggio di poco più di 9 metri; il dislocamento standard delle unità raggiungeva le 26.417 tonnellate, per salire a 27.680 tonnellate con la nave a pieno carico di combattimento. Come detto, le navi presentavano un ponte principale continuo da prua a poppa, il che aumentava la possibilità di impiegare l'armamento secondario in condizioni di mare mosso; entrambe le unità presentavano degli alberi con struttura a traliccio, ed erano manovrate da un singolo timone. L'altezza metacentrica delle du unità era di due metri, mentre il bordo libero era di 7,6 metri a prua, 5,84 metri a centro nave, 5,5 metri all'altezza dell'ultima torre di artiglieria e 4,95 metri all'estrema poppa. L'equipaggio ammontava a 58 ufficiali e 1.005 sottufficiali e marinai.
Le Wyoming erano propulse da quattro turbine a vapore della Parsons azionanti altrettanti alberi motore, capaci di una potenza complessiva di 28 000 shp (21 000 kW); il vapore era fornito da dodici caldaie della Babcock & Wilcox ad alimentazione mista carbone-olio combustibile, e i fumi erano evacuati da due stretti fumaioli collocati a centro nave. L'apparato propulsivo forniva una velocità massima di 20,5 nodi, sebbene alle prove l'Arkansas avesse fatto registrare una velocità massima di 21,22 nodi. I serbatoi delle unità potevano ospitare fino a 1.694 tonnellate di carbone e 270 tonnellate di olio, il che garantiva un'autonomia di 6.700 miglia alla velocità di crociera di 10 nodi.

### Armamento

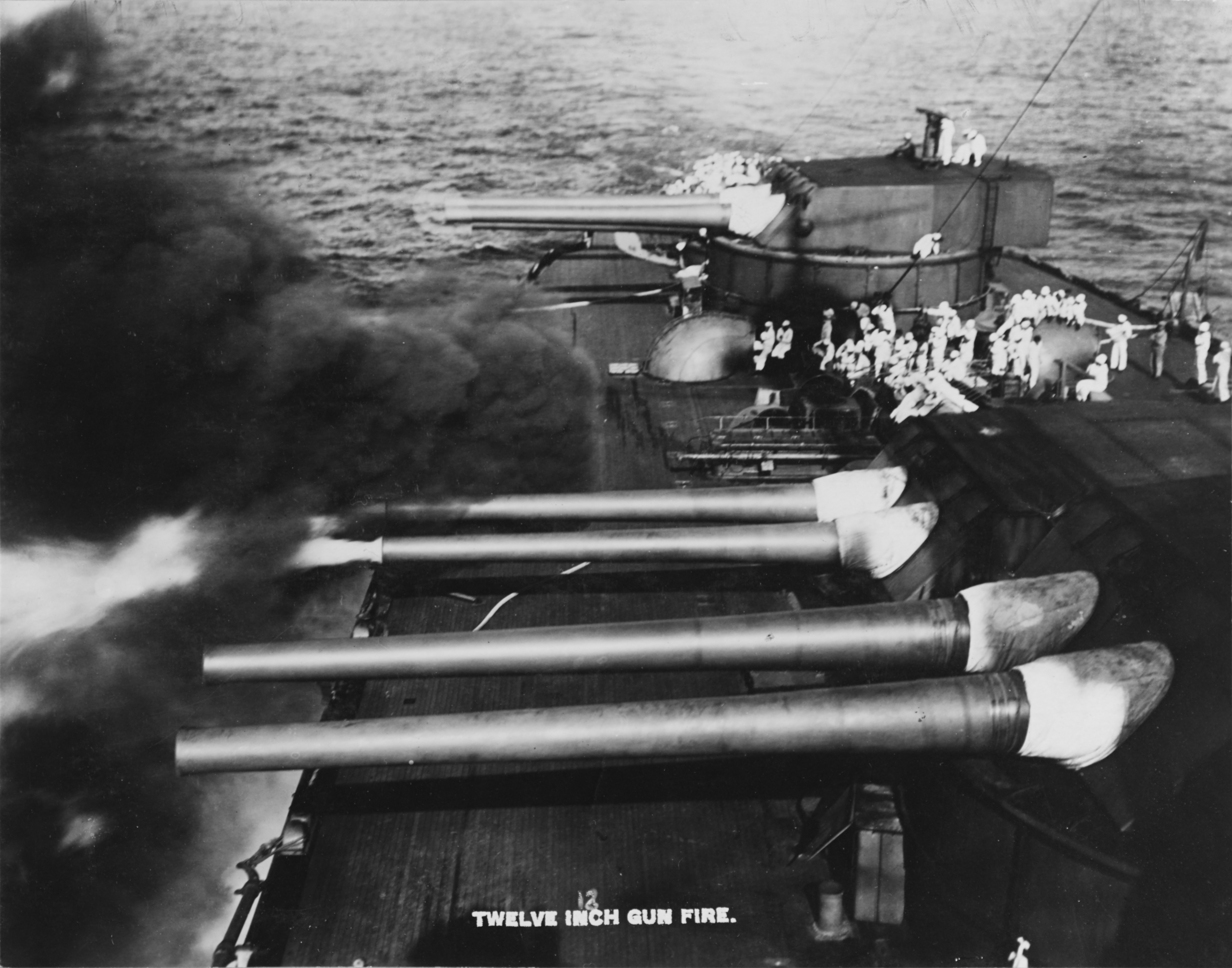
Le torri di poppa dell'Arkansas durante un test di tiro

Come armamento principale le Wyoming erano dotate di una batteria di dodici cannoni da 305 mm Mark 7 Mod 0 con canna lunga 50 calibri, suddivisi in sei torrette binate collocate tutte lungo l'asse della nave: due torri sovrapposte erano collocate a prua della torre di comando, le altre quattro erano a poppa della sorvastruttura in due coppie sovrapposte. Le Wyoming furono le sole unità a ricevere il pezzo da 305 mm Mark 7: le dreadought precedenti montavano il pezzo da 305 mm Mark 5, dotato di una velocità alla volata più ridotta, mentre le successive furono equipaggiate con il proposto cannone da 356 mm. Il Mark 7 poteva sparare un proiettile dal peso di 395 chilogrammi dotato di una caria di lancio del peso di 160 chilogrammi, con una velocità alla volata di 880 m/s; la capacità di penetrazione delle corazze era maggiore che con i pezzi precedenti di eguale calibro: alla distanza di 11.000 metri il colpo poteva penetrare 310 mm di armatura temprata dell'epoca, rispetto ai 270 mm di penetrazione del Mark 5. Le torrette dei cannoni erano capaci di un'elevazione massima di 15° e di una depressione di -5°; a differenza che nelle torrette delle dreadought precedenti, le torri delle Wyoming dovevano essere riportate a 0° per poter ricaricare i cannoni.
La batteria di artiglieria secondaria consisteva in 21 cannoni da 127 mm con canna lunga 51 calibri, montati singolarmente in casamatte lungo il bordo dello scafo; questi pezzi potevano sparare un proiettile del peso di 27 chilogrammi con una carica di lancio di 11,1 chilogrammi alla velocità alla volata di 960 m/s. Cosa comune per le navi da battaglia dell'epoca, le Wyoming montavano anche un armamento silurante composto da due tubi lanciasiluri da 533 mm, posti lungo la fiancata della nave sotto la linea di galleggiamento; i siluri erano i Mark III Bliss-Leavitt, i quali portavano una testata esplosiva di 99 chilogrammi ed erano capaci di una gittata di 3.700 metri e di una velocità di 26,5 nodi

### Corazzatura
La cintura corazzata lungo i fianchi della nave era alta 2,4 metri, e raggiungeva uno spessore di 280 mm nel suo punto massimo a centro nave, a protezione dei depositi di munizioni e delle sale macchine; lo spessore si riduceva a 130 mm procedendo verso le estremità dello scafo, mentre procedendo verso il basso si riduceva a 230 mm. L'estremità anteriore della cintura era collegata con una paratia trasversale spessa 280 mm con la barbetta della batteria di artiglieria principale più avanti, mentre l'estremità poppiera della cintura era collegata con una paratia da 230 mm. Le unità presentavano poi un ponte corazzato spesso 64 mm, in acciaio trattato in maniera speciale, il quale si riduceva a 38 mm nei punti meno critici; la torre di comando era protetta da una blindatura spessa 292 mm sui fianchi e 76 mm sul tetto.
Le torri dell'artiglieria principale presentavano una corazzatura spessa 305 mm sul fronte e 76 mm sul tetto; le barbette che le sostenevano avevano una blindatura spessa 280 mm nel tratto in cui sporgevano dal ponte corazzato, mentre la porzione posta al di sotto del ponte era spessa 110 mm. All'interno della batteria di casematte vi erano delle paratie corazzate longitudinali, progettate per proteggere le captazioni dei fumaioli.

### Modifiche successive

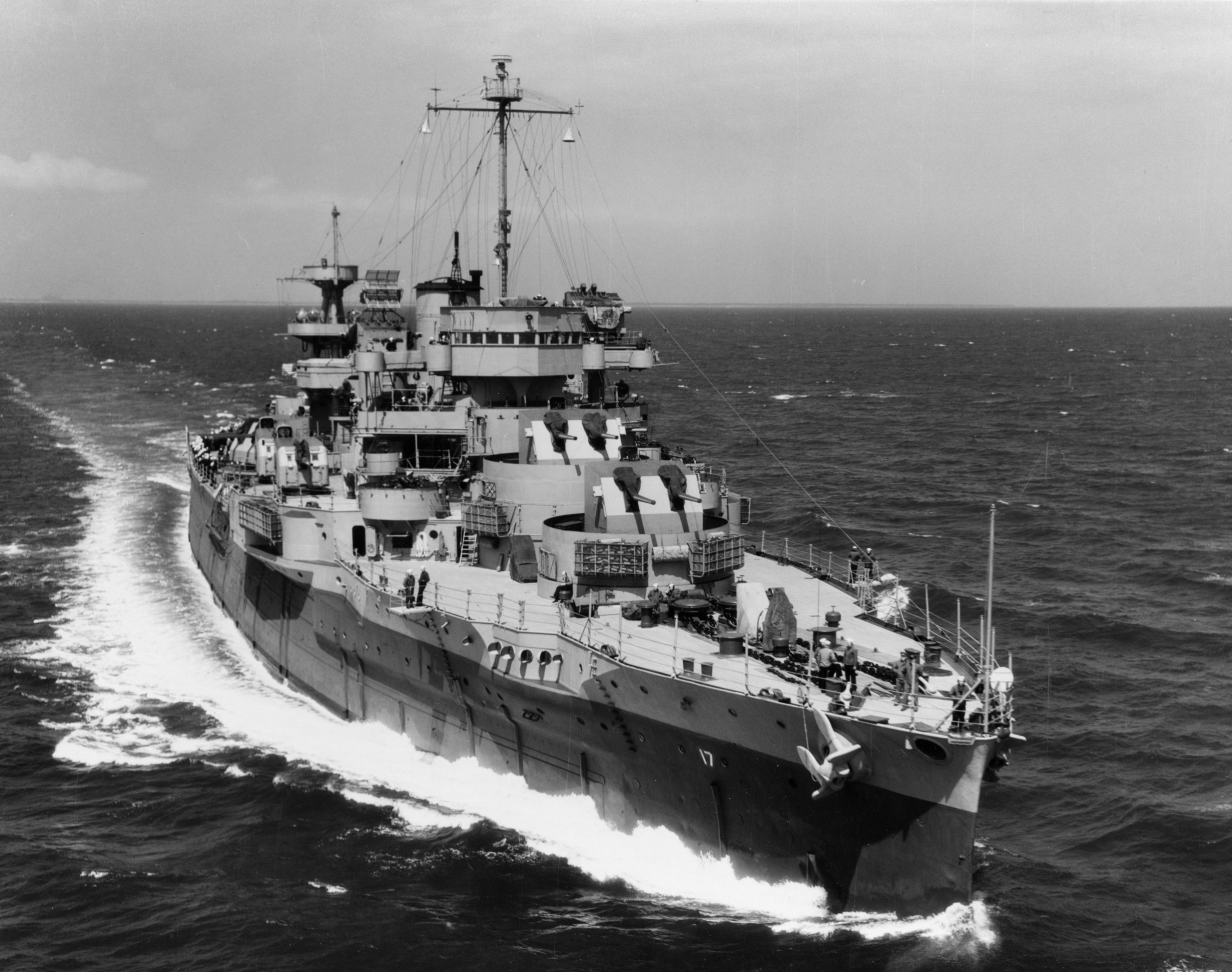
La Wyomin in navigazione in Atlantico nell'aprile 1945; notare la sostituzione delle torri dei cannoni da 305 mm con delle torrette per pezzi da 127 mm antiaerei

Entrambe le unità subirono estese modifiche nel corso delle loro carriere. Poco dopo la conclusione della prima guerra mondiale la protezione orizzontale, incluso il cielo della torre di comando e delle torri di artiglieria, venne incrementata in ragione dell'accresciuta minaccia rappresentata dall'aviazione; per fronteggiare i nuovi pericoli da cielo, lo spessore del ponte corazzato fu aumentato a 89 mm e furono aggiunti all'armamento otto cannoni antiaerei da 76 mm. Dopo la stipula del Trattato navale di Washington il 6 febbraio 1922, ulteriori modifiche alle unità furono poste sotto stretto controllo in ragione dei nuovi limiti e restrizioni previste dal trattato: in particolare, fu imposto di non aumentare il dislocamento delle unità di più di 3.000 tonnellate e di non modificare in alcun modo l'armamento principale, e di conseguenza le modifiche successive si concentrarono sull'aumentare la difesa contro attacchi dal cielo o sotto la linea di galleggiamento, e sul modernizzare l'apparato propulsivo.
Le due Wyoming, come le due precedenti unità classe Florida e le due successive classe New York, furono notevolmente modernizzate nel corso degli anni 1920: tutte e sei le unità furono convertite a una propulsione unicamente alimentata da olio combustibile, sfruttando le caldaie messe a punto per le nuove navi da battaglia classe South Dakota la cui costruzione era stata poi annullata; il nuovo sistema, caratterizzato anche per la presenza di un unico fumaiolo, era molto più efficiente del precedente e garantì un aumento dell'autonomia a 11.000 miglia nautiche. Per aumentare la protezione dagli attacchi subacquei le unità furono poi dotate di una controcarena anti-siluro, sfruttata anche come serbatoio supplementare di carburante. Sulle due Wyoming gli originari alberi a traliccio furono rimpiazzati da più corti alberi a tripode per il sostegno dei riflettori da ricerca e delle antenne radio. Si tentò di collocare alcuni dei pezzi dell'artiglieria secondaria più in alto, in modo da aumentarne l'utilizzo in condizioni di mare mosso: uno sponson per l'alloggiamento di sei cannoni da 127 mm fu costruito nello scafo a fianco della torre di comando, e gli otto pezzi antiaerei da 76 mm furono spostati sul tetto dello sponson; i tubi lanciasiluri, rivelatisi inutili all'atto pratico, furono rimossi.
Secondo le nuove clausole del Trattato navale di Londra del 22 aprile 1930, la Wyoming fu demilitarizzata e convertita in unità per l'addestramento: in ottemperanza a queste disposizioni, dalla nave furono rimosse le controcarene anti-siluro, la cintura corazzata e metà della batteria di artiglieria principale. Durante la seconda guerra mondiale, tuttavia, la Wyoming fu sottoposta a lavori di ricostruzione presso il Norfolk Navy Yard tra il 12 gennaio e il 3 aprile 1944: la ricostruzione comprese la rimozione delle ultime tre torri da 305 mm della nave, rimpiazzate da quattro impianti binati e due singoli chiusi di cannoni 5in/38 da 127 mm, e l'installazione di nuovi apparati radar per il controllo del tiro; queste modifiche avevano lo scopo di consentire alla Wyoming di addestrare gli artiglieri statunitensi all'impiego delle più moderne armi antiaeree in dotazione all'epoca alla flotta. La gemella Arkansas subì modifiche minime durante la seconda guerra mondiale: nel 1942 la nave ricevette un albero tripode di nuovo tipo e l'armamento antiaereo fu progressivamente incrementato, arrivando a contare (nel 1945) nove impianti quadruplo di cannoni Bofors 40 mm e ventotto mitragliere da 20 mm Oerlikon, mentre il numero dei pezzi secondari da 127 mm fu diminuito a dieci.

## Unità
| Nome     | Costruttore                       | Impostazione    | Varo            | Entrata in servizio | Destino finale                                                                           |
| -------- | --------------------------------- | --------------- | --------------- | ------------------- | ---------------------------------------------------------------------------------------- |
| Wyoming  | William Cramp & Sons              | 9 febbraio 1910 | 25 maggio 1911  | 25 settembre 1912   | Radiata dal servizio il 16 settembre 1947, venduta per la demolizione il 30 ottobre 1947 |
| Arkansas | New York Shipbuilding Corporation | 25 gennaio 1910 | 14 gennaio 1911 | 17 settembre 1912   | Affondata il 25 luglio 1946 durante i test nucleari dell'operazione Crossroads           |